# 제8회 일본 중의원 의원 총선거
제8회 일본 중의원의원 선거는 1903년 3월 1일 일본에서 치러진 중의원의원의 선거로, 86.17%의 투표율을 기록했다

## 선거 결과
| 정당       | 의석수 |
| ---------- | ------ |
| 입헌정우회 | 175석  |
| 헌정본당   | 85석   |
| 제국당     | 17석   |
| 중정구락부 | 31석   |
| 정우구락부 | 13석   |
| 무소속     | 55석   |
| 합계       | 300    |